# Kristine Kloeck
Kristine Kloeck (1947) is een Belgische criminologe.

## Levensloop
Kristine Kloeck studeerde sociale wetenschappen en criminologie aan de Katholieke Universiteit Leuven. In 1970 startte als wetenschappelijk medewerkster bij de gevangenis van Sint-Gillis en de Vrije Universiteit Brussel, waar ze later hoofddocent werd. Ze werkte twee jaar op het hoofdbestuur van het gevangeniswezen.
Vervolgens ging ze aan de slag op het ministerie van Justitie, waar ze onder andere de inspectie van sociale diensten van jeugdrechtbanken op zich nam. Daarna werd ze directeur van de dienst Maatschappelijk Welzijn, Minderhedenbeleid en Armoedebestrijding van het ministerie van de Vlaamse Gemeenschap. Ze stond mee aan de basis van het eerste samenwerkingsakkoord tussen het ministerie van Justitie en de Vlaamse Gemeenschap rond hulpverlening aan gedetineerden met het oog op hun sociale reïntegratie. Later werd ze het eerste afdelingshoofd Welzijn bij de herstructurering van het ministerie van de Vlaamse Gemeenschap.
Vanaf 1995 schreef ze voor minister van Justitie Stefaan De Clerck (CD&V) adviezen rond voorlopige invrijheidstelling en voorwaardelijke invrijheidstelling en de basisnota over de hervorming van het gevangeniswezen.
Vanaf 1999 werkte ze als adviseur jeugdhulpverlening, welzijnwerk voor justitiecliënten en slachtofferhulp op het kabinet van Vlaams minister van Welzijn, Gezondheid en Gelijke Kansen Mieke Vogels (Groen!).
Van 2000 tot 2004 was ze lid en een van de vier voorzitters van de Hoge Raad voor de Justitie.
Van 2004 tot 2011 was ze algemeen directeur van Child Focus.